# Église Saint-Paul de Covent Garden
Pour les articles homonymes, voir Église Saint-Paul.
L’église Saint-Paul de Covent Garden, (St-Paul's Church en anglais), appelée aussi Actor's Church.(église des Acteurs) est une église du quartier de Covent Garden de la Cité de Westminster à Londres.

## Histoire
L'église a été construite de 1630 à 1633, lors de la reconstruction des quartiers au nord du Strand à la demande de Francis Russell, 4e comte de Bedford. Cette église était la première église construite à Londres depuis la Réforme. L'architecte en a été Inigo Jones. Achevée en 1633, elle n'a été considérée que chapelle au sein de la paroisse de St Martin-in-the-Fields jusqu'en 1645, date à laquelle Covent Garden est devenu une paroisse à part entière, et a été dédiée à saint Paul.
La première victime connue de la grande peste de Londres, Margaret Ponteous, a été enterrée dans la cour de l'église en 1665.
Un incendie accidentel a ravagé l'église en 1795. Elle a été restaurée et reconsacrée en 1798.
Le 24 février 1958, l'église est devenue monument classé de grade I.

## Description

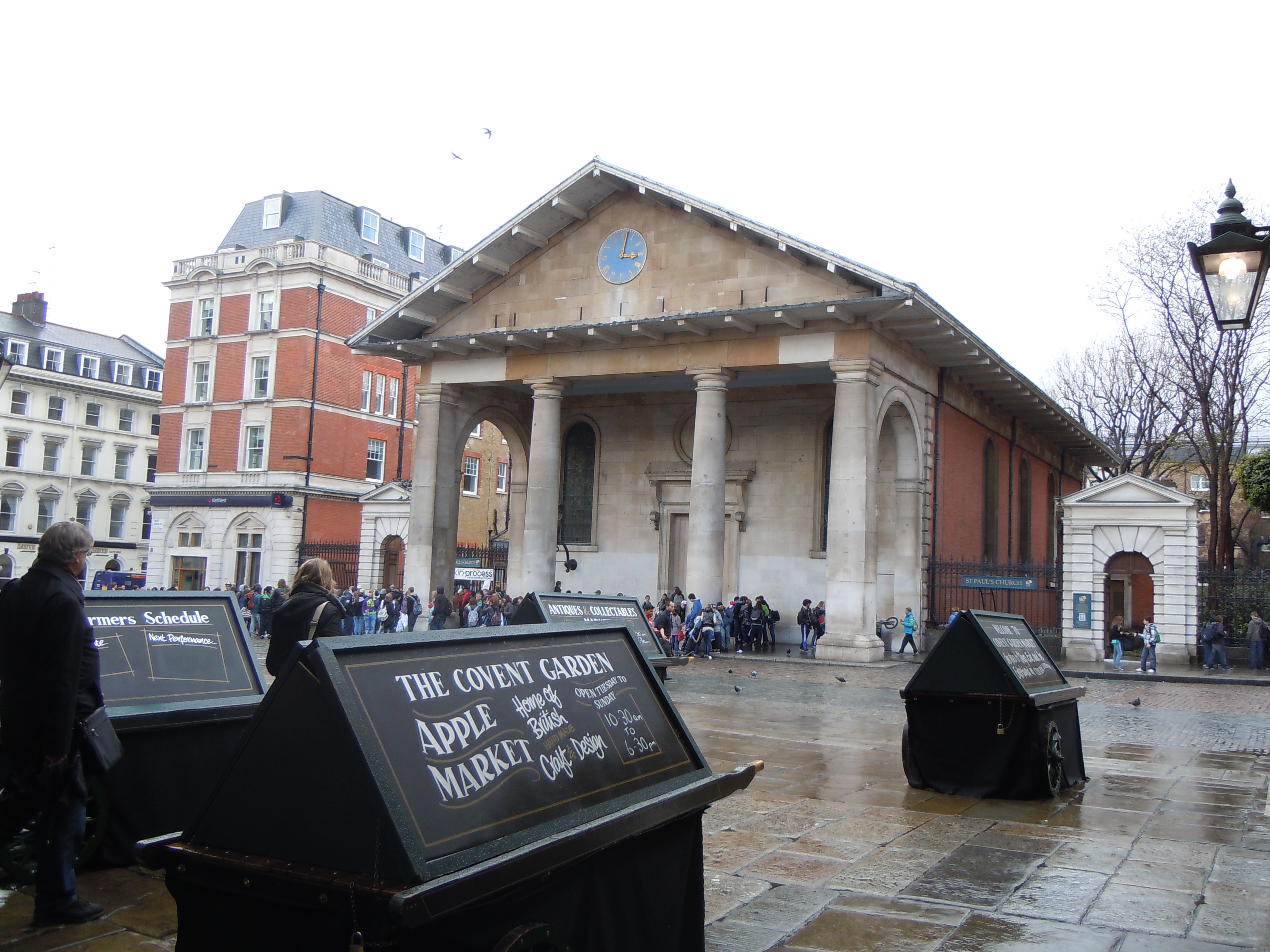
Vue de la façade Est, depuis Covent Garden Market